# Zoramia fragilis
Zoramia fragilis és una espècie de peix pertanyent a la família dels apogònids.

## Descripció
- Pot arribar a fer 5,5 cm de llargària màxima (normalment, en fa 4,3).
- 7 espines i 9 radis tous a l'aleta dorsal i 2 espines i 9-10 radis tous a l'anal.
- El cos és semitransparent o blanquinós, platejat als flancs.
- Pot presentar punts de color blau a l'opercle i darrere de les aletes pectorals.
- Té un punt negre a la base de l'aleta caudal.[2][3][4][5]

## Hàbitat
És un peix marí, associat als esculls i de clima tropical (25°N-24°S) que viu entre 1 i 15 m de fondària formant grans moles (sovint amb altres espècies) que neden per damunt dels coralls de llacunes i badies protegides.

## Distribució geogràfica
Es troba des de l'Àfrica oriental fins a Samoa, les illes Yaeyama i la Gran Barrera de Corall.

## Observacions
És inofensiu per als humans i de costums nocturns.